# Edward Żeleński
Edward Narcyz Żeleński (ur. 1 grudnia 1877 w Warszawie, zm. 9 maja 1910 w Krakowie) – polski urzędnik bankowy, artysta kabaretowy, współzałożyciel kabaretu Zielony Balonik.

## Życiorys
Był najmłodszym synem kompozytora Władysława Żeleńskiego i jego żony Wandy z Grabowskich Żeleńskiej, bratem Stanisława i Tadeusza (Boya).
Pracował jako urzędnik bankowy Miejskiej Kasy Oszczędności w Krakowie, a następnie Towarzystwa Zaliczkowego. Był współzałożycielem kabaretu Zielony Balonik, w którym pełnił funkcje sekretarza i archiwisty. Przez kolegów nazywany „Edziulo”, improwizował satyry, akompaniował na pianinie.
Zmarł w 1910 roku śmiercią samobójczą (zastrzelił się). W informacji o pogrzebie opublikowanej w Czasie z dnia 12 maja 1910 jako przyczynę nagłego zgonu podano anewryzm serca